# Referèndum estatutari a Catalunya de 1979
El Referèndum estatutari a Catalunya de 1979 es va celebrar el dijous, 25 d'octubre d'aquell any i va servir per aprovar l'Estatut d'Autonomia de Catalunya de 1979. La participació va ser d'un 59,7% amb un 88,6% de vots afirmatius i un 7,8% de negatius. Posteriorment, el text fou ratificat pels plens del Congrés dels Diputats (29 de novembre) i del Senat d'Espanya (12 de desembre) i sancionat i promulgat uns dies més tard pel rei Joan Carles I. La jornada va estar marcada per una forta pluja i va coincidir amb el referèndum per aprovar l'Estatut d'autonomia del País Basc de 1979.